# Canadian Pacific Air Lines
A Canadian Pacific Air Lines ou CP Air foi uma empresa aérea canadense que operava entre 1942 e 1984. Foi criada como subsidiária da Canadian Pacific Railway, a partir da fusão de dez companhias aéreas regionais em 1942.
A empresa aérea operava voos domésticos em todo o Canadá e, a partir de 1949, iniciou voos internacionais para a Europa e a Ásia. Em 1968, a empresa mudou seu nome de Canadian Pacific Air Lines para CP Air.
Em 1985, tinha 7 500 funcionários e 31 aviões. Um ano depois, comprou a Air Atlantic.
Em 1987, a CP Air foi adquirida pela Pacific Western Airlines e renomeada como Canadian Airlines International; a última foi fundida em 2000 com a Air Canada.

## Imagens

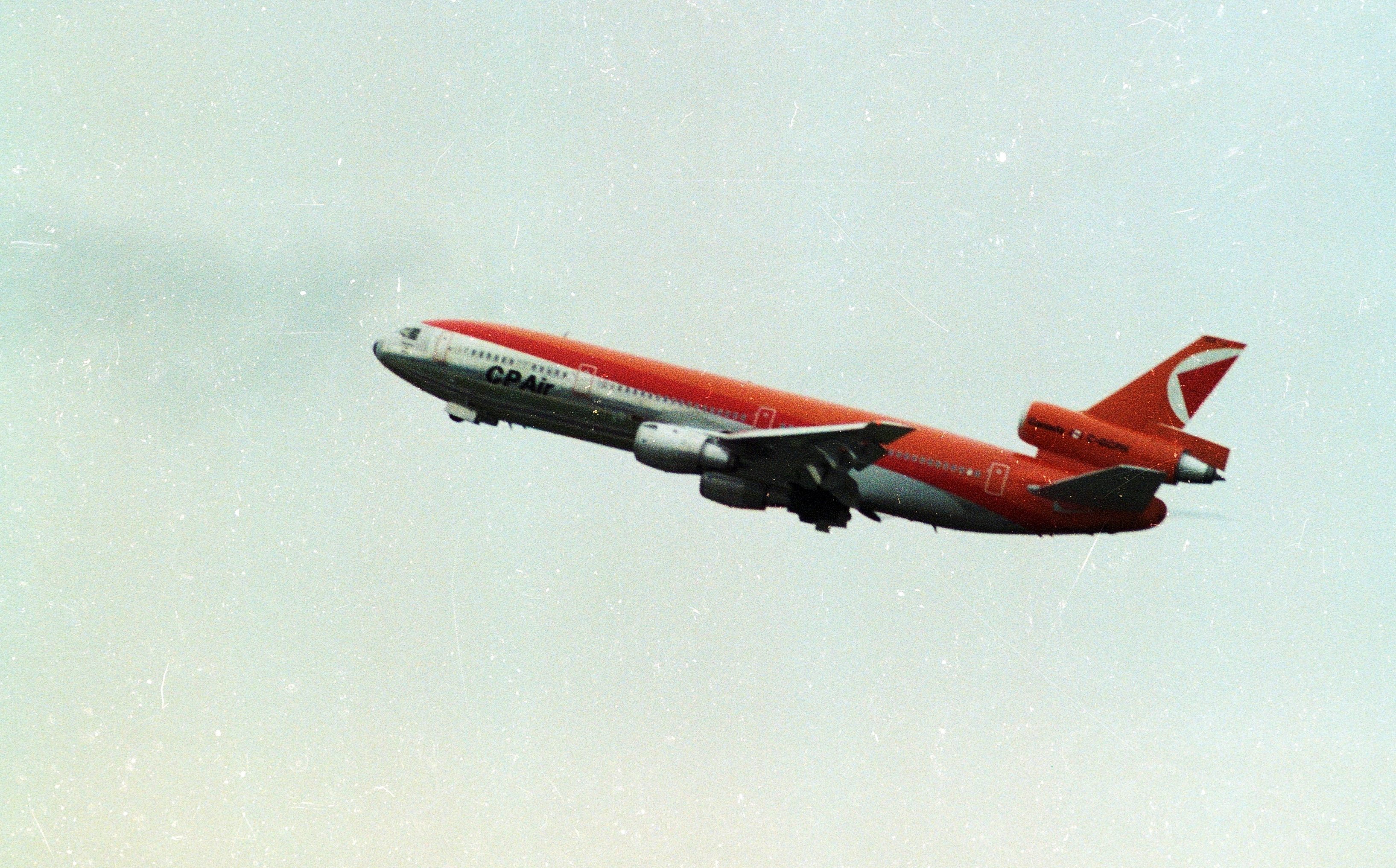
McDonnell Douglas DC-10 em Manchester (1982).
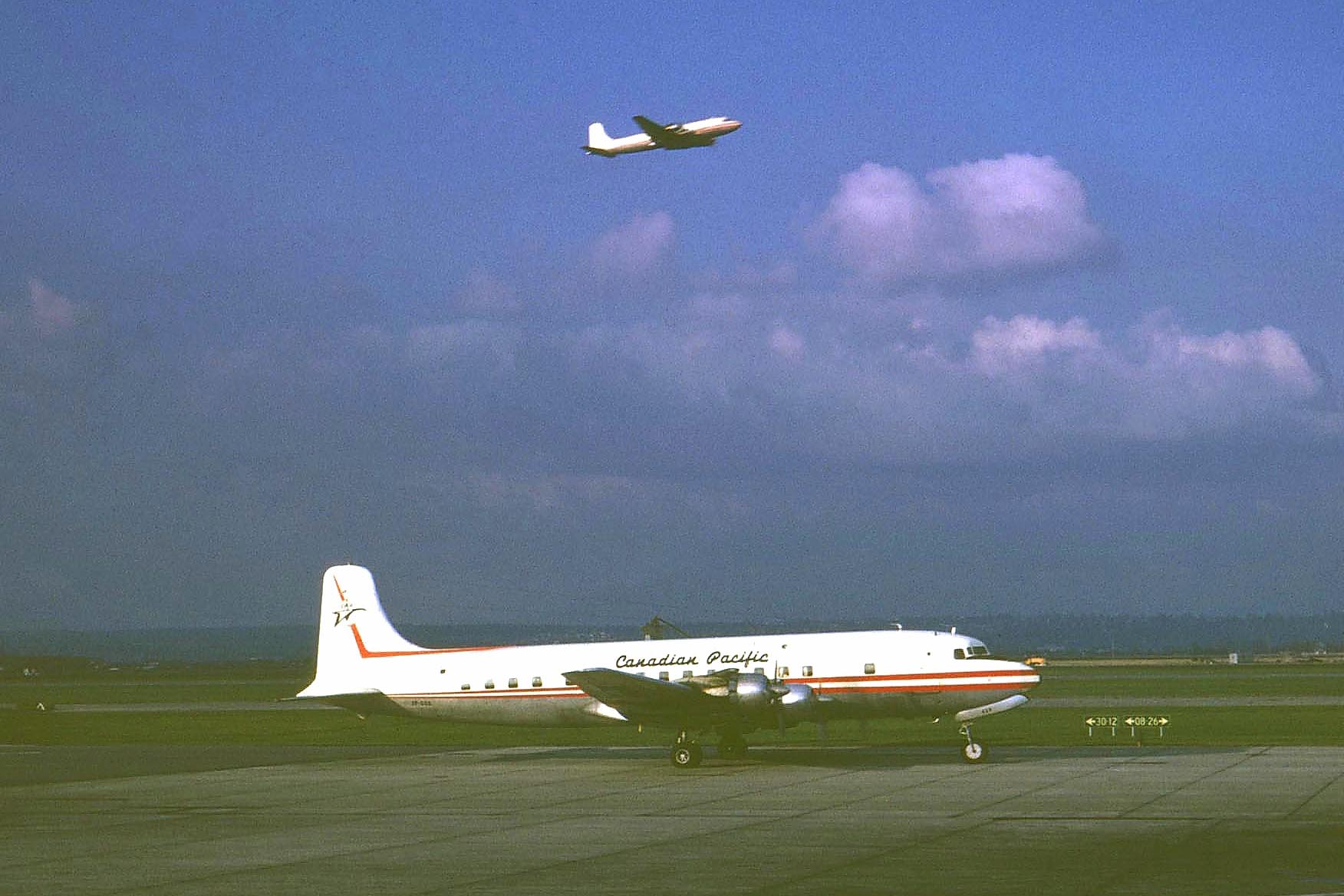
Douglas DC-6.
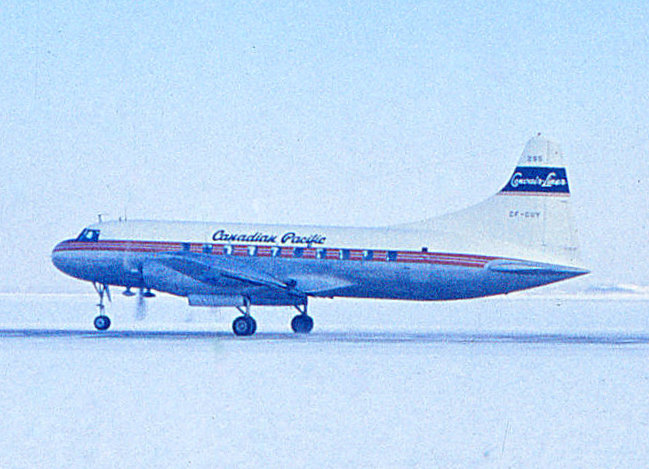
Convair 240 em Edmonton, ca. 1959.
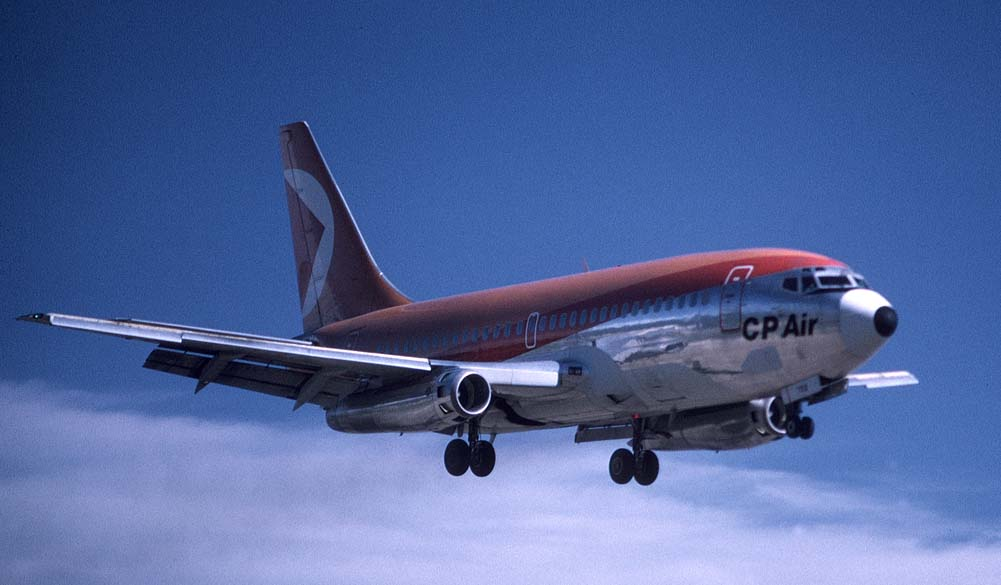
Boeing 737 em Whitehorse (1971).
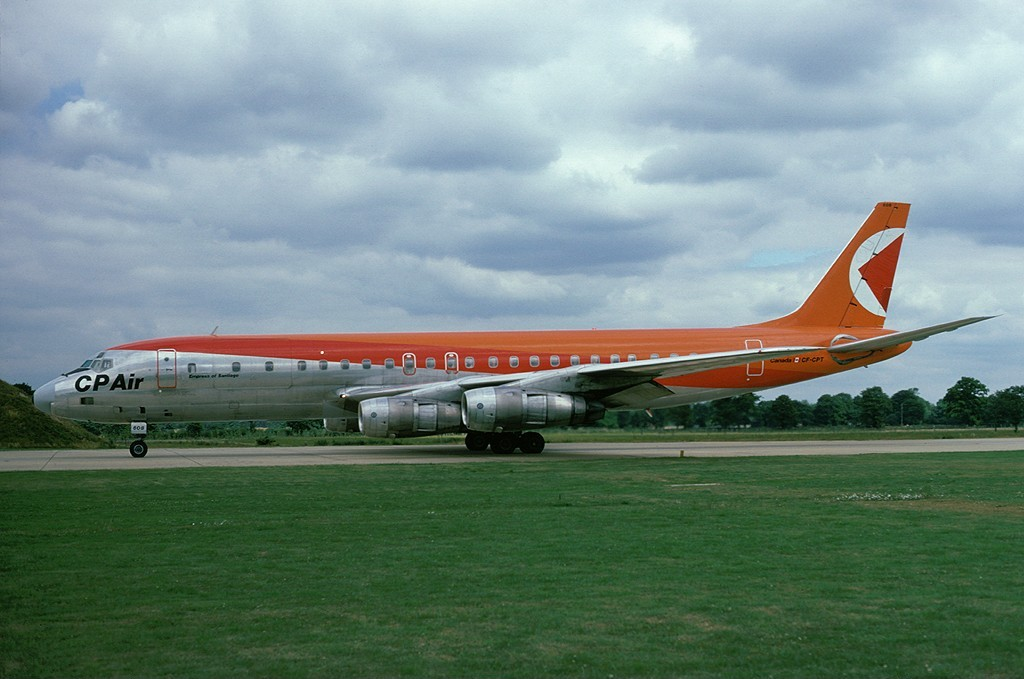
Douglas DC-8-55CF-Jet no aeroporto Gatwick em Londres (1977)